# ورد حقلي
ورد حقلي (الاسم العلمي:Rosa arvensis) هو نوع من النباتات يتبع جنس الورد من الفصيلة الوردية.